# Malcolm X (Dokumentarfilm)
Malcolm X ist ein US-amerikanischer Dokumentarfilm von Arnold Perl. Porträtiert wird der radikale Schwarzenführer Malcolm Little (1925–1965), der in den 1960er Jahren unter dem Namen Malcolm X berühmt und vom weißen Establishment gefürchtet wurde.

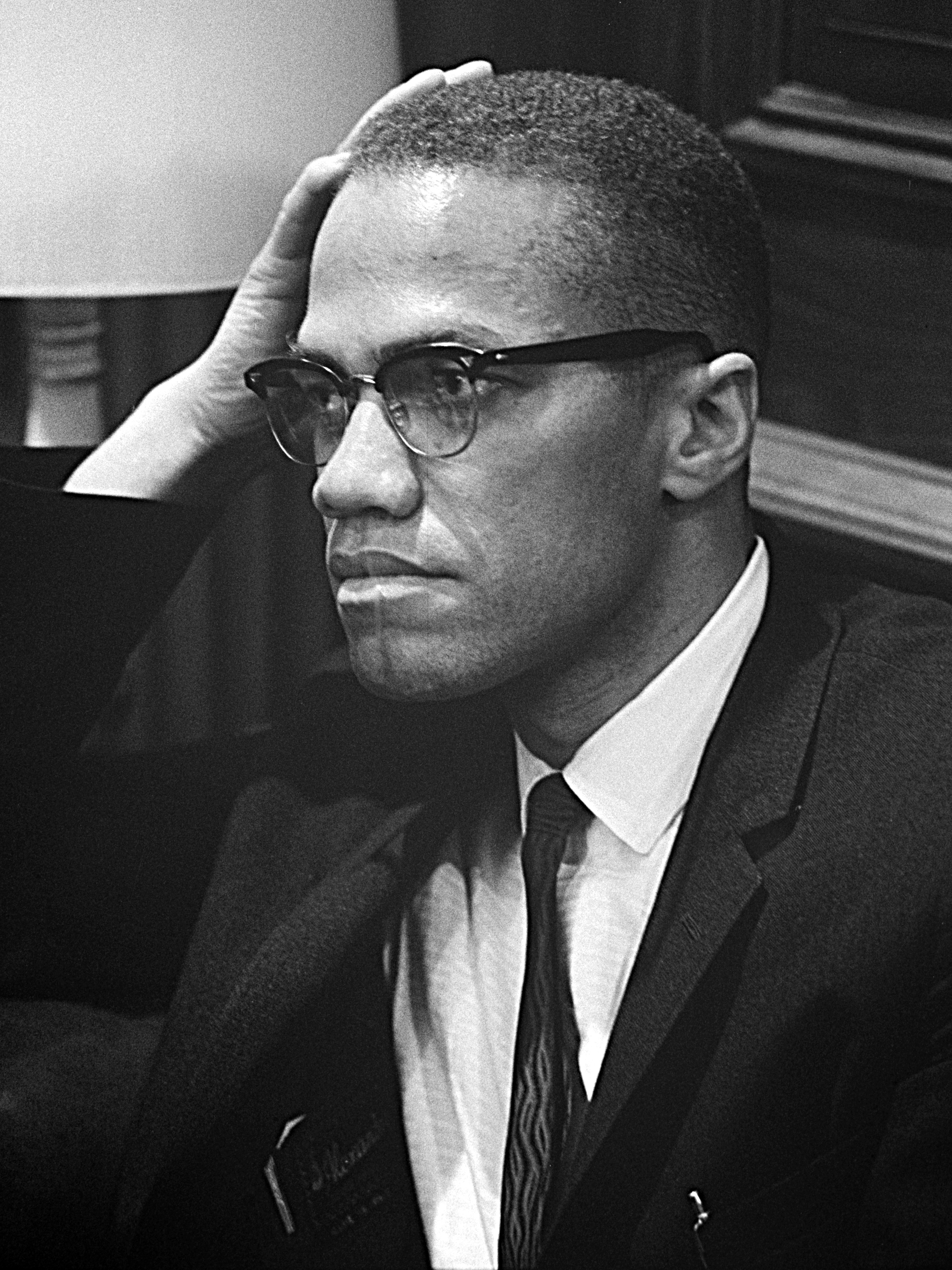
Malcolm X im März 1964

## Handlung
Der teils schwarzweiß, teils farbig bebilderte Film schildert mit seinen dokumentarischen Aufnahmen vom Leben und dem politischen Kampf des Schwarzenführers und Bürgerrechtlers Malcolm Little, genannt Malcolm X. Die Dokumentation zeigt Malcolms unerbittliches Engagement im Kampf um Gleichheit, aber auch seine radikalen Äußerungen gegenüber der weißen Bevölkerungsmehrheit („Der Teufel ist ein Weißer“) in den Vereinigten Staaten. Ebenfalls dokumentiert werden seine Begegnungen mit prominenten US-Farbigen wie dem Boxer Muhammad Ali, der Sängerin Ella Fitzgerald, der Kommunistin Angela Davis und dem Bürgerrechtler Jesse Jackson. Martin Luther Kings Anmerkungen nach der Ermordung Malcolms im Februar 1965 werden gleichfalls eingespielt.

## Produktionsnotizen
Malcolm X entstand von 1969 bis 1971, kostete etwa eine halbe Million Dollar und wurde am 24. Mai 1972 uraufgeführt. In Deutschland wurde der Film öffentlich nicht gezeigt.
Als Off-Sprecher fungieren die beiden schwarzen US-Schauspieler James Earl Jones und Ossie Davis, der Malcolm X persönlich gekannt hatte.
Der Film erhielt 1973 eine Nominierung für einen Oscar in der Sparte Bester abendfüllender Dokumentarfilm. Regisseur Perl, der auch die Produktionsleitung übernahm, hatte die Nominierung nicht mehr erlebt, er starb bereits 1971.
Malcolm X erschien 2006 auf DVD.

## Rezeption
Der Film soll bei der Premiere 1972 „enthusiastische Besprechungen“ erhalten haben, wie die Los Angeles Times 1992 erinnerte. Howard Thompson nannte Malcolm X in der New York Times „einen allgemein abgerundeten, oft faszinierenden Film“, und William Hageman befand in der Chicago Tribune, dieser Dokumentarfilm mache „einen besseren Job beim Einfangen jener Jahre“ als etwa Spike Lees 1991 gedrehter Kinofilm. Und Jay Carr schrieb, nach dem Vergleich mit Lees Spielfilm 1993, kurz und knapp, der originale Malcolm X sei ein „Must-see“.